# Sombai

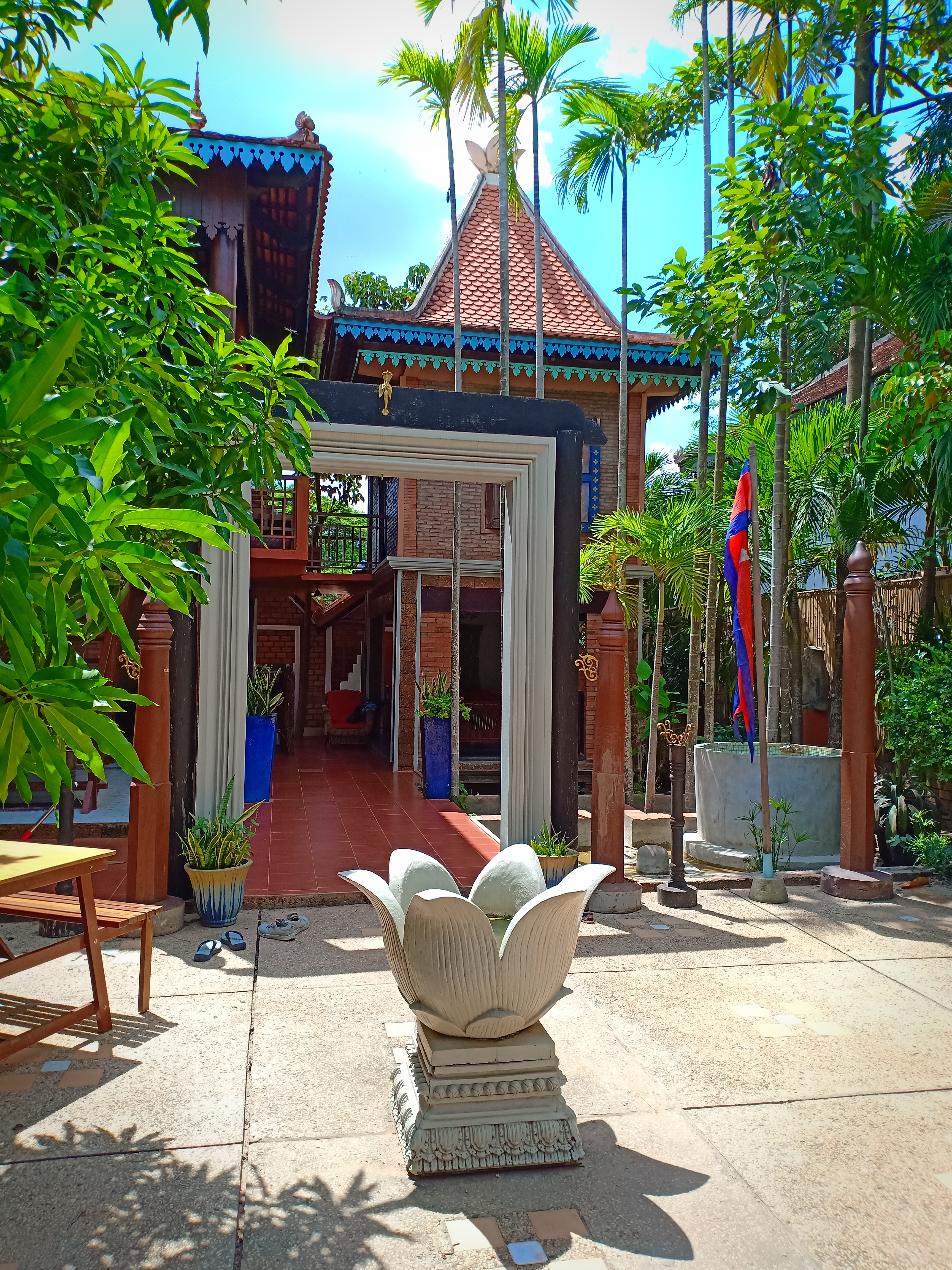
La maison de l'artiste LEANG Seckon où la liqueur Sombai est produite

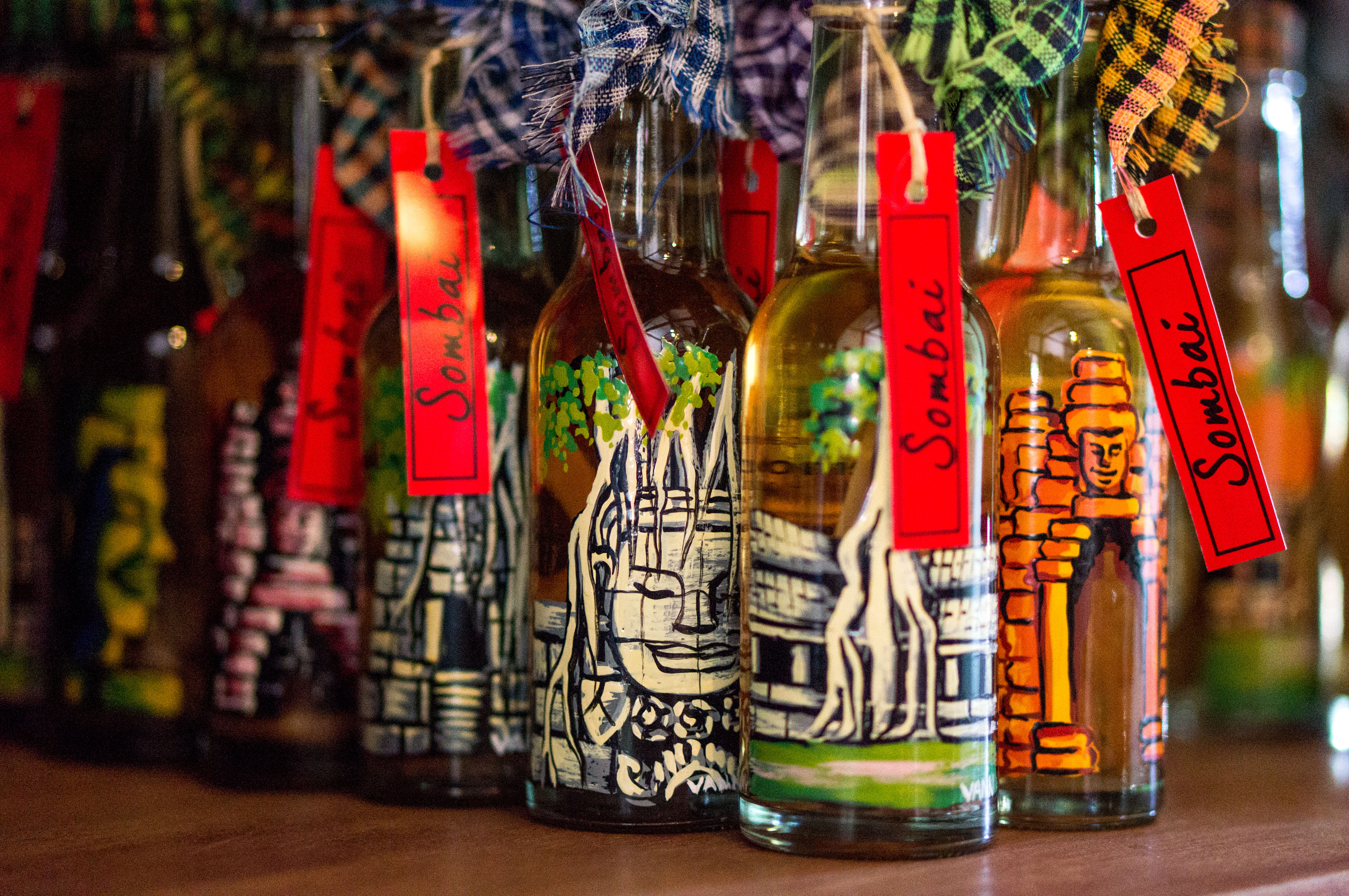
Bouteilles peintes de Sombai avec des images des temples d'Angkor.

Sombai Cambodian Liqueur (Sombai) est une boisson produite à Siem Reap.

## Liqueur
Les liqueurs Sombai, une création remontant à 2012, puisent leurs origines dans la vibrante tradition khmère de la liqueur de riz infusé connue sous le nom de 'sraa tram' (Khmer : ស្រាត្រាំ). Ces concoctions exceptionnelles ont été imaginées par un couple passionné, s'inspirant de la riche culture du Cambodge. Les bouteilles de Sombai sont peintes à la main. Il existe 10 saveurs différentes, qui sont toujours une combinaison de fruits ou d'épices. Elle est généralement consommée pure ou avec des glaçons. Les liqueurs de riz infusées Sombai sont également un ingrédient de plusieurs cocktails cambodgiens, tels que l'Asana Sling, le Lemon Lemongrass Tini, le Sombai Blue, le Sombai Fizz, le Siem Reap Monsoon et le Sombai Sour. Plusieurs établissements de premier plan à Siem Reap vendent le vin de riz Sombai et ses cocktails et l'utilisent dans leur cuisine, notamment le chef Pola Siv au Mie Café et le Park Hyatt,,.
Certains établissements de référence de la ville utilisent cette liqueur pour confectionner leurs plats, des cocktails ou accompagner un menu pour y donner une touche locale, tels le Chef Pol Kimsan a Embassy, le Park Hyatt ou le Raffles Angkor.
La particularité des bouteilles de Sombai vient du fait qu'elles sont peintes à la main avec des motifs locaux, d'où son intérêt pour les touristes en visite au Cambodge qui veulent ramener des souvenirs. Les peintres sont souvent de jeunes artistes issus de milieux désavantagés ou présentant un handicap.

## Cocktails
Bien que généralement dégustée sec ou sur glace, la liqueur Sombai entre dans la composition de plusieurs cocktails, dont quelques cocktails khmers,.

## Atelier de production
L'atelier et son salon de dégustation installés dans une maison cambodgienne est devenu une des attractions touristiques de la ville de Siem Reap,,,.
Il y est également proposé une série de produits non-alcoolisés comme des épices, de la fleur de sel, des sels aromatisés et des objets de décoration peints à la main, mais aussi des confitures alcoolisées.

## Dans la culture populaire
Sombai est référencé comme faisant partie des principales marques locales au Cambodge.